# Дангау Маре (Клуж)
Дангау Маре (рум. Dângău Mare) насеље је у Румунији у округу Клуж у општини Капушу Маре. Oпштина се налази на надморској висини од 949 m.

## Становништво
Према подацима из 2002. године у насељу је живело 283 становника, од којих су сви румунске националности.